# Monasticon Hibernicum

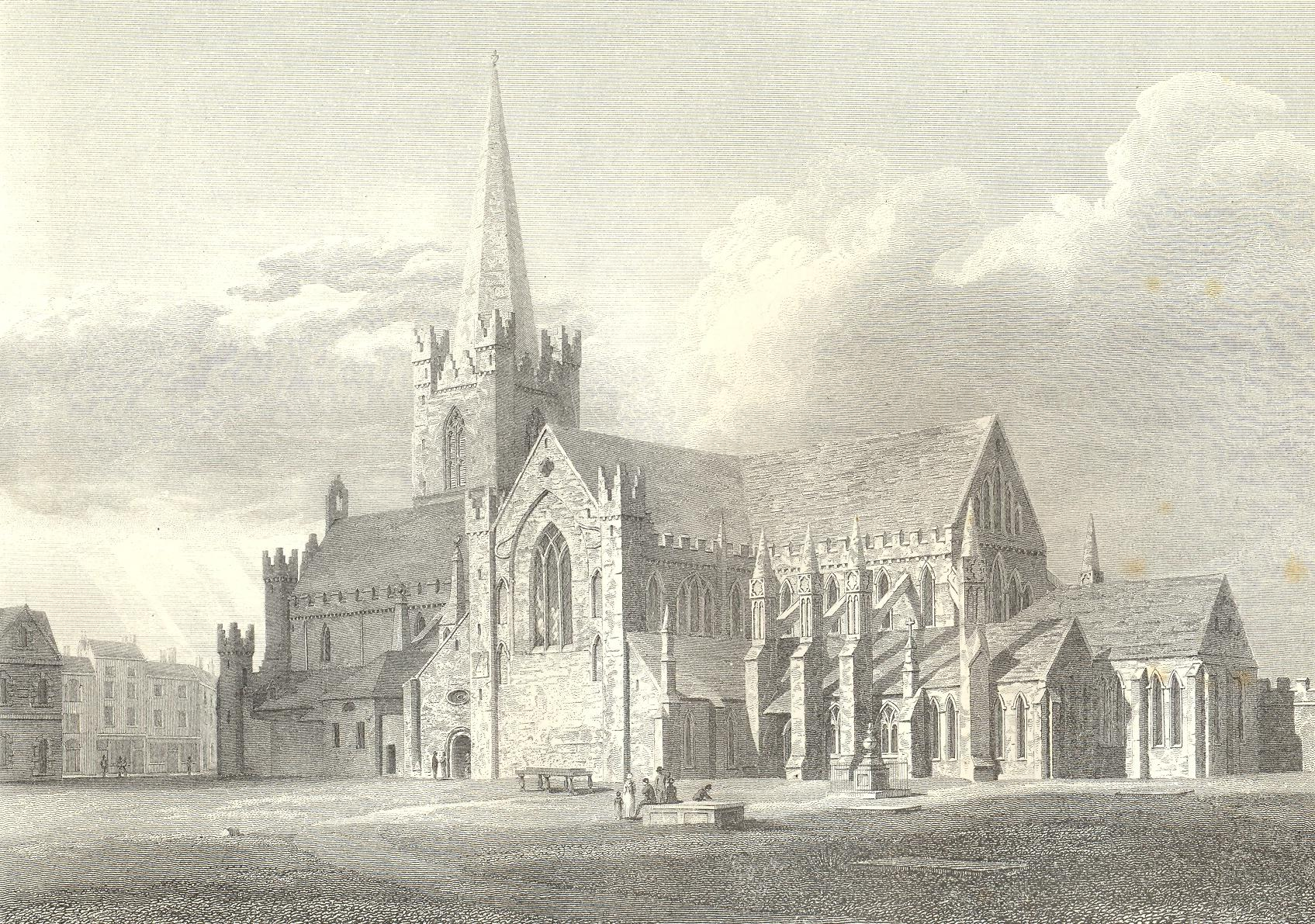
Frontispiz aus der Fassung von 1873 mit der St. Patrick’s Cathedral in Dublin

Den Titel Monasticon Hibernicum tragen mehrere wichtige Werke zur Geschichte der irischen Klöster von den frühchristlichen Anfängen seit dem heiligen Patrick bis zur Zeit der Reformation und den damit verbundenen Säkularisationen. Trotz des langen Zeitraums der Ausgaben von 1690 bis 1876 durch insgesamt vier verschiedene Autoren sind die Werke als Folge zu sehen, bei der jedes Werk zu wesentlichen Teilen auf der vorherigen Fassung aufbaut. Die frühen Fassungen sind auch dahingehend bedeutend, dass sie teilweise Materialien verwendeten, die nicht erhalten geblieben sind.

## Die Anfänge im 17. Jahrhundert
Der Antiquar Sir James Ware begann in der ersten Hälfte des 17. Jahrhunderts mit einer systematischen Sammlung von Materialien zur irischen Geschichte. Diese Recherchen erlaubten es ihm, 1626 in Dublin mit Archiepiscoporum Casseliensium & Tuamensium vitae sein erstes Werk zur irischen Kirchengeschichte herauszugeben. Dies enthält Kurzbiografien aller Erzbischöfe von Cashel und Tuam seit dem 12. Jahrhundert. Der Band wird ergänzt durch ein Verzeichnis der Zisterzienser-Abteien Irlands. Schon kurz darauf im Jahr 1628 erscheint der Band De praesulibus Lageniae, sive provinciae Dubliniensis, der beginnend mit Dúnán († 1074) die Erzbischöfe von Dublin und die Bischöfe der zu Dublin gehörenden Bistümer vorstellt.
Das bekannteste und umfangreichste Werk von Ware ist jedoch De Hibernia & antiquitatibus ejus disquisitiones, das 1654 in London erschien. Das darin enthaltene 92-seitige Kapitel mit dem Titel Monasteriologia Hibernica ist die erste publizierte Zusammenstellung aller irischen Klöster. Da Ware selbst Irisch oder gar Altirisch nicht beherrschte, war er dabei wesentlich auf den von ihm in der Zeit von 1655 bis 1666 angestellten Experten Dubhaltach Mac Fhirbhisigh angewiesen, der die Handschriften für ihn auswertete.
Ware war Pionier in seiner Arbeit, da er nicht nur ausführlich die Quellen seiner Werke nannte, sondern auch selbst aus heutiger Sicht weitgehend methodisch genau vorging. So sind seine Angaben weitgehend verlässlich, wenngleich ihm auch einige Fehler unterliefen, die entsprechend der damaligen Quellenlage verständlich sind.
Die Werke von Ware dienten später als Grundlage für Louis Augustin Alemand, der im Jahr 1690 sein Werk mit dem Titel Histoire Monastique d'Ireland in Paris veröffentlichte. Im Vergleich zu Ware wurden jedoch zahlreiche Informationen hinzugefügt, so dass mit über 400 Seiten und zugehörigem Kartenmaterial ein recht umfangreiches Werk entstand.

## Übersetzung und Erweiterung durch Stevens
Nicht sehr viel später, zu Beginn des 18. Jahrhunderts, arbeitete John Stevens an einem ähnlichen Projekt für die Klöster in England, Wales und Schottland, das später im Jahr 1723 als monumentales zweibändiges Epos unter dem Namen The History of the Antient Abbeys, Monasteries, Hospitals, Cathedral and Collegiate Churches als Kompendium zum Monasticon Anglicanum von Sir William Dugdale erscheinen sollte. Von Stevens selbst wissen wir, dass es nicht leicht für ihn gewesen ist, ein Exemplar von Alemands Werk zu sichern. Offenbar war die Auflage recht gering, der Bestand vergleichsweise rasch ausverkauft und das Werk erreichte so nie den Londoner Buchhandel. Die Beschaffung gelang ihm entsprechend nur mit erheblichem Aufwand in Paris.
Im Jahr 1722 erschien dann bei William Mears in London Stevens Werk unter dem Titel Monasticon Hibernicum. Or, Monastical History of Ireland. Dieses Buch wird vielfach in Bibliographien nur als Übersetzung von Alemands Arbeit in die englische Sprache genannt. Dies greift jedoch zu kurz und Stevens diskutiert dies ausführlich in seiner Einleitung. So anerkennt er ausdrücklich die umfangreichen Vorleistungen von Alemand und betont, dass die Mehrheit der Materialien auf ihn zurückgehe. Jedoch, so führt Stevens aus, dass es für ihn leichtgefallen sei, dieses vielfach zu ergänzen und zu korrigieren, da Alemand als Ausländer nicht alle Hilfen in Anspruch nehmen konnte, die ihm offen stünden. Dies wird auch besonders verständlich, wenn berücksichtigt wird, dass Stevens zeitgleich Materialien für sein  Werk über die Klöster Großbritanniens sammelte.
Stevens Werk ist nach den einzelnen in Irland vertretenen monastischen Orden organisiert. Für jeden Orden gibt er eine Einführung und präsentiert dann die einzelnen Klöster der jeweiligen Orden in der Reihenfolge in ihrer Gründungen oder Bedeutung. Angaben aus früheren Zeiten sind dabei häufig vage, sehr unvollständig oder auch inkorrekt, während Angaben aus der Zeit kurz vor der Auflösung sehr viel ausführlicher und verlässlicher sind. Quellenangaben gibt es mit sehr wenigen Ausnahmen keine.
Das insgesamt 476-seitige Werk wird ergänzt durch eine damals aktuelle Karte Irlands, den Abbildungen diverser Habits und einem ausführlichen Index. Die beiliegende Karte des Geographen Herman Moll ist bemerkenswert, da diese nicht nur eine Orientierung für die Lage der Klöster vermittelt, sondern auch als allgemeine Straßenkarte Irlands entwickelt wurde. So sind sogar alle wichtigen Verbindungsstraßen mit Entfernungsangaben in Meilen versehen.

## Neuansatz von Archdall
Der Antiquar Mervyn Archdall veröffentlichte 1786 nach über vierzig Jahren Forschungsarbeit sein ebenfalls den Titel Monasticon Hibernicum tragendes Werk in englischer Sprache bei L. White in Dublin.

## Überarbeitung durch Moran
1873 und 1876 wurde von Patrick Francis Moran, dem späteren Kardinal und Erzbischof von Sydney, eine überarbeitete und ergänzte zweibändige Fassung bei W.B. Kelly in Dublin herausgegeben.